# 春原史寛
春原 史寛（すのはら ふみひろ、1978年 - ）は、日本の美術史研究者（近現代日本美術史・美術教育・博物館学・ポップカルチャー研究）。学位は博士（芸術学）。武蔵野美術大学造形学部教授。
財団法人大川美術館学芸員、山梨県立美術館学芸員、山梨県立博物館学芸員、群馬大学教育学部准教授などを歴任した。

## 概要
長野県出身の美術史研究者であり、近現代日本美術史、美術教育、博物館学、ポップカルチャー研究を専攻している。大川美術館、山梨県立美術館、山梨県立博物館の学芸員を経て、群馬大学の教育学部にて美術教育講座を担当する准教授となり、武蔵野美術大学の造形学部にて芸術文化学科を担当する准教授となった。また、山梨英和大学、埼玉大学、東京家政大学で非常勤講師を務めた。

## 研究
岡本太郎研究を行っており、岡本の代表作「太陽の塔」・著作『今日の芸術』・芸術論「縄文土器論」などに関する多数の論文・著述がある。岡本を特集した「美の巨人たち」（テレビ東京） や「黒柳徹子のコドモノクニ 夢を描いた芸術家たち」（BS朝日） などの番組や、ドキュメンタリー映画『太陽の塔』（2018年） に出演した。博士（芸術学）。

## 略歴
- 1978年 - 長野県[7] 生まれ
- 1997年3月 - 長野県長野高等学校卒業[8]
- 2001年3月 筑波大学芸術専門学群（芸術学専攻）卒業[2]。学士（芸術学）[9]
- 2001年4月 - 2006年3月 財団法人大川美術館学芸員[2]
- 2009年3月 - 筑波大学大学院博士前期課程人間総合科学研究科（芸術専攻）修了[2]。修士（芸術学）[10]
- 2009年4月 - 2012年3月 山梨県立美術館学芸員[2]
- 2012年4月 - 2013年3月 山梨県立博物館学芸員[2]
- 2013年4月 - 2018年8月 群馬大学教育学部美術教育講座准教授[2]
- 2016年3月 - 筑波大学大学院博士後期課程人間総合科学研究科（芸術専攻）修了[1]
- 2018年9月 - 武蔵野美術大学造形学部芸術文化学科准教授[2]

## 研究分野
- 岡本太郎研究[2]
- 近現代日本における美術受容史・芸術イメージの変遷の研究[2]
- 美術教育における鑑賞教育および博学連携の研究[11]
- ポップカルチャー研究、イラスト研究[12]

## 著書・論文

### 著書
- 島﨑蓊助著、加藤哲郎・島﨑爽助編『島﨑蓊助自伝―父・藤村への抵抗と回帰』平凡社、2002年8月（「島﨑蓊助年譜」作成）
- 春原史寛「岡本太郎《太陽の塔》の保存をめぐって」、眞保亨先生古稀記念論文集編集委員会編『芸術学の視座 眞保亨先生古稀記念論文集』勉誠出版、2002年6月
- 春原史寛・平林彰編『特別展「小林一三の世界展 逸翁美術館の名品を中心に」図録』（山梨県立美術館）、山梨県立美術館、2010年10月
- 小林仁・鄭銀珍・藁科英也・春原史寛・鈴木さとみ・竹内恵美 編著『特別展「浅川巧生誕120年記念 浅川伯教・巧兄弟の心と眼―朝鮮時代の美」図録』（大阪市立東洋陶磁美術館・千葉市美術館・山梨県立美術館・栃木県立美術館）、美術館連絡協議会、2011年4月
- 春原史寛「「わかりやすい」サブカルチャーの消費と「わからない」アートの鑑賞―学校外に位置付けられたアニメ・マンガ・ゲームの文化的体験と学校内の美術教育を架橋する」、日本教育大学協会全国美術部門関東地区会『美術教育の理論と実践』編集委員会編『美術教育の理論と実践』BookWay、2018年6月
- 春原史寛「岡本太郎の活動の転換点としての『今日の芸術』とその成立をめぐる力学」、春原史寛「第1章「なぜ、芸術があるのか」解題」、春原史寛「［岡本太郎のパブリックアート］《太陽の鐘》の誕生と群馬県前橋市における再生ドキュメント」、アーツ前橋編『岡本太郎と『今日の芸術』 絵はすべての人の創るもの』現代企画室、2018年10月
- 茂木一司・住中浩史・春原史寛・中平紀子・Ｎプロジェクト編『とがびアートプロジェクト 中学生が学校を美術館に変えた』東信堂、2019年2月
- 伊藤佳之・大谷省吾・小林宏道・春原史寛・谷口英理・弘中智子『超現実主義の1937年――福沢一郎『シュールレアリズム』を読みなおす』みすず書房、2019年2月
- 春原史寛・解説「漫画家への出発点としての『漫画と訳文』と 岡本一平の戦後の評価」、岡本一平・名取春仙・仲田勝之助『漫画と訳文』国書刊行会、2019年4月
- 春原史寛「日本社会における落書きからラクガキへのイメージ変遷―アートの社会普及に寄与する現代のラクガキの役割を考える」、小澤基弘監修・ラクガキを考える会編『ラクガキのススメ』あいり出版 2020年4月
- 春原史寛「武蔵野美術大学「ミュゼオロジー入門」（1年生対象）授業実践報告」、大嶋えり子・小泉勇人・茂木謙之介編著『遠隔でつくる人文社会学知―2020年度前期の授業実践報告―』雷音学術出版、2020年10月

### 論文
- 「岡本太郎《太陽の塔》の研究」『藝叢』18号、2002年3月
- 「清水登之日記の研究―15年戦争期を中心に」『鹿島美術財団年報「美術に関する調査研究の助成」研究報告』23号別冊、2006年11月
- 「岡本太郎《太陽の塔》をめぐる言説―その受容と評価、日本万国博覧会と美術・建築・デザイン」『藝叢』24号、2008年3月
- 「岡本太郎「縄文土器論」の背景とその評価―戦後日本の「美術」と「縄文」をめぐる動向についての一考察」『藝叢』25号、2009年3月
- 「「浅川兄弟の生涯」補遺―芸術家・浅川伯教と教育・文学・キリスト教―」『山梨県立美術館 研究紀要』26・27号、2013年3月
- 「岡本太郎『今日の芸術』（1954年）とその読者―美術書出版による専門家からの美術の解放」『藝叢』29号、2014年3月
- 「岡本太郎と美術教育に関する一考察―『今日の芸術』（1954年）と創造美育運動に注目して―」『美術教育学研究』47号、2015年3月
- 「岡本太郎の評価と岡本一平・かの子の社会における受容の関連についての一考察」『芸術学研究』20号、2015年11月
- 「岡本太郎の伝統論の展開とその受容―『日本の伝統』『日本再発見』『沖縄文化論』『神秘日本』に注目して―」『群馬大学教育学部紀要 芸術・技術・体育・生活科学編』51号、2016年2月
- "Experimental Tea Ceremony" by Taro Okamoto in 1955: An Attempt to Unify Life and Art, Japan-Taiwan Art History Graduate Students' Symposium 2011-2015 Selected Papers (Doctoriak Program in Art & Design, Master's Degree Program in Art & Design, Graduate School of Comprehensive Human Sciences, University of Tsukuba), March 2016.
- 「画家・近藤嘉男による子ども向け絵画教室「ラボンヌ」―戦後の前橋における民間による美術教育についての一考察―」『群馬大学教育学部紀要 芸術・技術・体育・生活科学編』52号、2017年2月
- The Potentiality of Art Education Using the Diversities of Tradition: The Creation of a "New Tradition" by Artist Taro Okamoto, Proceedings from 2017 InSEA World Congress Daegu, October 2017.
- 「ポートレート写真撮影実習による美術理論と実技の融合についての試論―図画工作科・美術科授業における写真作品撮影プロセス活用のための一考察―」『群馬大学教育学部紀要 芸術・技術・体育・生活科学編』53号、2018年1月
- 「美術史授業における理論・鑑賞と実技・表現の往還を目的 とした「公的な落書き」とシュルレアリスム理論の学修―教員養成学部での実践と小学校図画工作科・中学校美術科への展開の可能性―」『群馬大学教育実践研究』35号、2018年1月
- 春原史寛「現代日本の大学におけるアートと社会を接続する「芸術文化」学関連教育とマネジメ ント科目授業の展開に関する一考察」『武蔵野美術大学研究紀要』50号、2020年3月

## 関わった展覧会
- 「描かざる幻の画家 島崎蓊助遺作展」展（大川美術館、2002年）担当学芸員
- 「静謐の競演 駒井哲郎・清宮質文 二人展」（大川美術館、2002年）担当学芸員
- 「ピカソを継ぐ者 アントニ・クラベ『ガルガンチュア物語』」展（大川美術館、2003年）担当学芸員
- 「画家の動と静 鶴岡政男と松本竣介」展（大川美術館、2003年）担当学芸員
- 「ヒューマニズムの画家 ベン・シャーン展」（大川美術館、2004年）担当学芸員
- 「池田良二 地層への回帰」展（大川美術館、2004年）担当学芸員
- 「漂泊の中にみつけた美 村上肥出夫と放浪の画家たち」展（大川美術館、2004年）担当学芸員
- 「ある日本近代洋画へのまなざし Ｙ氏コレクション展」（大川美術館、2005年）担当学芸員
- 「織都・桐生に生きた抽象画家 オノサト・トシノブ」展（大川美術館、2005年）担当学芸員
- 「マルク・シャガール展 シェークスピア「テンペスト」挿絵版画を中心に」展（大川美術館、2005年）担当学芸員
- 「ポエジーと抒情 恩地孝四郎をめぐる人々」展（大川美術館、2005年）担当学芸員
- 「Ａ氏コレクションより―山口長男・脇田和」展（大川美術館、2006年）担当学芸員
- 「地域文化芸術振興プラン推進事業・ミュージアム甲斐ネットワーク事業 やまなしの美術館大全」展（山梨県立美術館、2009年）担当学芸員
- 「小林一三の世界展 逸翁美術館の名品を中心に」（山梨県立美術館、2010年）担当学芸員
- 「浅川伯教・巧兄弟の心と眼―朝鮮時代の美」展（大阪市立東洋陶磁美術館・千葉市美術館・山梨県立美術館・栃木県立美術館、2011-12年）担当学芸員
- まえばしアートスクール計画「わたしのアートエデュケーション展」（広瀬川美術館、2016年）企画運営
- まえばしアートスクール計画「とがび展＠まえばし未来アトリエ」（広瀬川美術館、2016年）企画運営
- まえばしインクルーシブ美術教育研究会「中学校美術教育の新しい挑戦展―内と外をつなげる3つの実践からみえるもの―」（広瀬川美術館、2017年）企画運営
- 群馬大学教育学部美術教育講座・群馬大学長期研修院美術教育「群馬大学美術教育展 図工美術教師は何を学べばいいのか？」（広瀬川美術館、2018年）企画運営
- 「岡本太郎と『今日の芸術』 絵はすべての人の創るもの」展（アーツ前橋、2018-19年）企画協力（企画構成）
- 「永遠の求道 小倉尚人展」（東御市梅野記念絵画館・ふれあい館、2019-20年）ゲストキュレーター

## 所属学会
| - 美術史学会 - 美学会 - 明治美術学会 | - 大学美術教育学会 - 美術科教育学会 - 日本色彩教育研究会 | - InSEA（International Society for Education Through Art） - コンテンツ文化史学会 - 群馬大学教科教育研究会 | - 筑波大学芸術学美術史学会 |